# Ленківці (зупинний пункт)
Ленкі́вці — зупинний пункт Жмеринської дирекції Південно-Західної залізниці (Україна), розташований на лінії Гречани — Ларга між станцією Кам'янець-Подільський (відстань — 25 км) і роз'їздом Кельменці (9 км).
Розташований на північній околиці однойменного села Кельменецького району.
Відкритий 1969 року як роз'їзд. У 2014 році переведений у категорію зупинних пунктів. Є передаточним — за декілька кілометрів південніше проходить межа Південно-Західної та Львівської залізниць.